# Tymshare
Tymshare est un fournisseur américain de services dits de temps partagé, fondé dans les années 1960. C'est principalement une société de services. Elle a opéré surtout en concurrence avec d'autres entreprises américaines, telles que CompuServe, Service Bureau Corporation et National CSS. Sa spécialité était la mise en réseau de données, l'échange de données informatisé (EDI), mais aussi par la suite le traitement des cartes de crédit et des paiements et la technologie des bases de données. Son siège social était situé à Cupertino en Californie.
En 1984, en difficulté, Tymshare a été reprise par le constructeur aéronautique McDonnell Douglas,.
Tymshare a été scindée et des parties du groupe revendues ou fusionnées avec d'autres sociétés de 1984 à 2004, date à laquelle la majeure partie de son réseau a fermé.
McDonnell Douglas a lui-même par la suite été acquis par le concurrent Boeing. La technologie développée par Tymshare appartient à Boeing, British Telecom (BT), Verizon Communications et AT&T Inc., en raison des acquisitions et des fusions de 1984 à 2005.

## Histoire

### Débuts
Tymshare a été fondée en 1964  par Thomas O'Rourke, et David Schmidt, deux anciens employés du département informatique de General Electric. Ce n'est qu'après que GE entrera également sur ce marché, après avoir collaboré avec le Dartmouth College.
Tymshare s'est à ses débuts concentré sur le projet de plate-forme de l'ordinateur SDS 940, dont le logiciel était développé et conçu à l'Université de Californie à Berkeley. Ce fut le cas aussi de Comshare, une société américaine similaire, fondée en 1966, qui a réussi en 1968 une entrée en Bourse tonitruante et fut rachetée en 2003 par Geac Computer Corporation,,.
Le premier SDS 940 a été loué mi-1966, pour offrir une capacité de partage du temps limitée. Ann Hardy, programmeuse chez IBM Stretch, a réécrit le système de partage du temps pour servir 32 utilisateurs simultanés. En 1969, l'entreprise comptait trois sites, 100 employés et cinq SDS 940.
En 1968, LaRoy Tymes et Norm Hardy ont projeté de  créer un réseau avec des mini-ordinateurs pour communiquer avec les grands systèmes, d'abord avec des petits 12 bits bon marché de General Automation, via un programme appelé « superviseur » qui acheminait les données, effectuait des diagnostics et conservait les statistiques,, écrit en code assembleur pour le SDS 940, avec des contributions de conception architecturale de Hardy à la fin de 1969. Ce nouveau réseau n'est devenu pleinement opérationnel qu'en 1970.

### Tymshare acteur du développement du temps partagé
Le temps partagé est d'abord basé sur l'ordinateur SDS 940, annoncé en février 1966 et livré dans la seconde partie de l'année, puis pilier de l’expansion de Tymshare les années suivantes. Le constructeur amériain Control Data décide en 1968 de relier ses centres de calcul par des lignes télécoms à grande vitesse, pour délester les plus chargés, via le réseau Cybernet, entré en service en février 1969. 
En décembre 1969, la Cegos propose d'installer une centaine de systèmes chez ses propres clients, via un partenariat avec Tymshare et le Crédit Lyonnais, pour profiter  des tarifs réduits de nuit des PTT, et de l'acquisition d'un ordinateur SDS 940 en janvier 1970, avec l'espoir d'un décuplement du marché en trois ans. Un an et demi après, le nombre de terminaux a seulement doublé, à un millier en France, le réseau de réservation d'Air France, en ayant à lui seul 700, mais "disposés aussi bien en Europe qu'en Amérique", et IBM 350, tandis que le centre de calcul de General Electric à Cleveland, aux États-Unis, n'est toujours pas relié à la France, et réunit 12 centres aux USA et 7 en Europe en 1971, où il est cependant freiné par des pourparlers avec les administrations chargées des télécoms.

### Situation en 1972
Tymshare a acquis diverses sociétés, d'abord en 1968 Dial Data, un bureau de services de temps partagé situé à Newton, dans le Massachusetts, qui avait cinq SDS 940. Puis ce fut d'autres rivaux, United Data Centers, Alan-Babcock Computing, Bancard of Rhode Island et TeleCheck. Au début des années 1970, la coentreprise CEGOS-Tymshare avec le Crédit lyonnais permet de s'étendre en France, puis jusqu'à Bruxelles en 1973 et au Royaume-Uni en 1974. En 1972, le système Tymnet était présent dans 40 villes. C'était un réseau commercial, privé, centralisé, et allant dans un seul sens, contrairement à Arpanet, qui reliait des ordinateurs de niveau équivalent. Il fonctionnait avec un stockage centralisé des mots de passe, rationnement des flux et surtout une très grande attention aux problèmes de sécurité.
Le SDS 940 a eu du mal à suivre la croissance rapide du réseau, en raison des départs de ses concepteurs. En 1972, Joseph Rinde rejoint le groupe et écrit le code de l'Atlas Supervisor sur l'Interdata 7/32 32 bits. En 1973, le successeur, l'ordinateur 8/32 est enfin devenu disponible, mais les performances étaient décevantes.

### Milieu des années 1970
En 1974, une nouvelle version du logiciel Supervisor est livrée. Le nouveau logiciel Tymnet « Engine » est à la fois sur les machines Supervisor et sur les nœuds. Après la migration vers Interdata, la société a commencé à développer Tymnet sur le PDP-10 du constructeur DEC . Tymshare a vendu aussi une copie du logiciel réseau Tymnet à TRW, pour son propre réseau privé, TRWNET.
En 1976, une  autre coentreprise débute, avec Taylorix Organisation, à Stuttgart, en Allemagne avec en option le système de courrier électronique « OnTyme », basé sur Tymnet, ou encore le système de base de données multidimensionnel « Express » ensuite repris par Oracle.
Tymshare avait utilisé le système d'exploitation TOPS-10 de Digital Equipment pour les ordinateurs PDP-10, puis a commencé à travailler sur ses  propres systèmes, via TYMCOM-X, avec un système de fichiers prenant en charge l'accès aléatoire, la pagination avec des ensembles de travail et des processus générables. Ce fut l'oeuvre de onze personnes : Bill Weiher, Vance Socci, Allen Ginzburg, Karen Kolling, Art Atkinson, Gary Morgenthaler (fondateur de la société qui a produit INGRES ), Todd Corenson, Murray Bowles, Randy Gobbel, Bill Soley et Darren Price. La plupart du développement de Tymnet a ensuite été réalisé sur TYMCOM-X. Également dans les années 1970, Tymshare a acquis l' Augmentation Research Center de SRI International.

### Scission de 1976
En 1976, le réseau Tymnet a été séparée de son propriétaire Tymshare, pour devenir officiellement un « transporteur commun » de la FCC, qui a décidé la fixation des tarifs sous examen réglementaire, en vertu des lois antitrust. Cette réforme lui a cependant donné une plus grande latitude commerciale. Dans ce nouveau modèle, Tymnet ouvrait aux autres utilisateurs son propre réseau, Tymnet leur facturant cependant l'utilisation du réseau.

### Acquisition par McDonnell Douglas en 1984
En 1984, Tymnet a été acheté par la McDonnell Douglas Corporation dans le cadre de l'acquisition de Tymshare. La société a été renommée McDonnell Douglas Tymshare et a entamé une réorganisation majeure. Un an plus tard, McDonnell Douglas (MD) a divisé Tymshare en plusieurs sociétés d'exploitation distinctes : MD Network Systems Company, MD Field Service Company, MD RCS, MD « xyz »... et bien d'autres (c'est ce qu'on appelle parfois la phase Alphabet Soup de l'entreprise). À cette époque, Tymnet avait survécu à sa société mère, Tymshare.
McDonnell Douglas a acquis Microdata et créé McDonnell Douglas Information Systems Group (MDISC), dans l'espoir de transformer les systèmes de bureau et de serveur de Microdata ainsi que les serveurs de Tymshare et le réseau de données Tymnet en un acteur majeur sur le marché des services d'information.
Les systèmes de Microdata ont été intégrés, mais Tymnet ne l'a jamais été vraiment. MDC ne semblait guère comprendre le marché des télécoms. Après cinq ans, sur fond de fin de la guerre froide, McDonnell Douglas a vendu MDNSC et MDFSC, la plus-value lui apportant les liquidités dont il avait tant besoin.

### MDC Network Systems Company vendue à British Telecom
BT Tymnet, BT Amérique du Nord, BTNA
Le 30 juillet 1989, il a été annoncé que British Telecom achetait McDonnell Douglas Network Systems Company et que McDonnell Douglas Field Service Company était en train de devenir une start-up appelée NovaDyne. McDonnell Douglas a ensuite été racheté par Boeing. British Telecom (BT) souhaitait se développer et l'acquisition de Tymnet, qui était déjà un réseau de données mondial, a contribué à atteindre cet objectif. Le 17 novembre 1989, MDNSC est officiellement devenu BT Tymnet avec son siège social à San Jose, en Californie. BT a apporté avec lui l’idée d’un développement continu avec des équipes en Amérique, en Europe et en Asie-Pacifique travaillant toutes ensemble sur les mêmes projets. BT a renommé les services Tymnet, Global Network Services (GNS).
British Telecom a donné un nouveau souffle à l'entreprise en développant du matériel et des logiciels pour le réseau de données Tymnet en utilisant les contacts que BT avait déjà avec les fournisseurs de matériel de télécommunication. Un essai de nœuds de « nouvelle génération » a également été réalisé, répartis sur l'ensemble du réseau, appelés « nœuds de moteur TURBO » basés sur la famille Motorola 68000. Au milieu et à la fin des années 1980, le développement sérieux de code de nœud a été migré des PDP-10 vers UNIX. Les stations de travail et serveurs Sun-3 (basés sur le Motorola 68000) et plus tard Sun-4 (basés sur SPARC) ont été achetés auprès de Sun Microsystems, bien que la majorité des PDP-10 existaient encore au début des années 1990 pour le code hérité, ainsi que pour le stockage de la documentation. Finalement, toutes les sources de développement du code étaient sur les Sun-4, et les outils de développement (NAD, etc.) avaient été portés sur SunOS.
Un autre projet commencé quelques mois avant l'achat de BT consistait à migrer le référentiel de code Tymnet des PDP-10 vers les systèmes Sun. Les nouveaux serveurs ont été baptisés Code Generation Systems ou CGS. Il s'agissait initialement de six serveurs Sun-3/280, mis à niveau ultérieurement vers deux serveurs Sun-4/690 pour la redondance. Une deuxième paire de serveurs pour le basculement en cas de catastrophe a également été installée à Malvern, en Pennsylvanie, puis déplacée à Norristown, en Pennsylvanie, dans le cadre des efforts ultérieurs de consolidation du site. Après la migration, ces serveurs géraient le code source et les images binaires de plus de 6 600 nœuds et 38 000 interfaces client dans le monde entier.
Tymnet était encore en pleine croissance et a atteint à plusieurs reprises sa capacité maximale lorsque certains de ses clients organisaient des événements intensifs en réseau. L’un d’entre eux était une présentation en direct et en ligne sur America On-Line (AOL) avec le chanteur pop Michael Jackson. Les statistiques d'utilisation de Tymnet ont montré que la capacité d'appel d'AOL était supérieure à son volume maximal pendant la durée de l'événement.

### BTNA vendue/divisée en MCI, Concert et BT

#### MCI, NewCo, Concert
En 1993, BT et MCI Communications (MCI) ont négocié ce qu'ils ont appelé « l'accord du siècle », dans lequel MCI prendrait possession des parties américaines de Tymnet et créerait une coentreprise appelée « Concert ».
Concert a également été alignée sur une autre acquisition de BT, appelée Synchordia, dont le siège social était à Atlanta, en Géorgie. Tymnet était alors appelé The Packet Network, le réseau BT/MCI et Concert Packet-switching Services (CPS). Au début, MCI voulait uniquement utiliser les points de présence (POP) dont disposait Tymnet, car il y avait des sites dans plus de 150 villes aux États-Unis, ce qui donnait à MCI davantage d'emplacements à partir desquels fournir un service local. Alors que MCI s'attaquait à Tymnet, s'attendant à ce qu'il meure, il est devenu une vache à lait qui ne voulait tout simplement pas disparaître.
En mai 1994, il y avait encore trois DEC KL-10 sous TYMCOM-X. À cette époque, le réseau comptait environ 5 000 nœuds dans 30 pays étrangers. Une variété de protocoles peuvent être exécutés sur un seul réseau de commutation de paquets, et les protocoles les plus utilisés de Tymnet étaient X.25, le terminal et l'hôte asynchrones (ATI/AHI) et SNA.
BT et Concert ont également continué à développer le réseau et, après l'échec du décollage des « nœuds Turbo », ont décidé de faire appel à une société extérieure pour ajouter les protocoles Tymnet au matériel existant utilisé dans leur réseau Frame Relay. Telematics International a développé un sous-ensemble des protocoles Tymnet à exécuter sur ses nœuds ACP/PCP. Les nœuds télématiques étaient connectés dans un réseau maillé (chaque nœud étant logiquement connecté à tous les autres nœuds) via un relais de trame et apparaissaient à Tymnet comme des super-nœuds directement connectés à pas moins de 44 autres super-nœuds interconnectant la majeure partie de l'Europe, de l'Asie et des Amériques comme un réseau de données à haut débit.
MCI a pris une direction différente et a cherché à migrer les protocoles réseau pour qu'ils fonctionnent sur TCP/IP et utilisent la technologie SPARC. La technologie du superviseur a été réécrite en C pour fonctionner comme des applications UNIX standard sous Solaris. Le financement de ce projet était minimal, mais les ingénieurs de Tymnet pensaient que c'était une méthode supérieure et ont quand même procédé.
Les temps changeaient et Internet et le World Wide Web devenaient un élément pratique et même important de la vie professionnelle et personnelle. La technologie Tymnet avait besoin d’améliorations pour suivre le rythme du TCP/IP et d’autres protocoles Internet. BT et MCI ont décidé de ne pas concurrencer Internet, mais de convertir leur clientèle aux réseaux et technologies IP. Cependant, le réseau Tymnet continuait à rapporter des sommes considérables. — dans certains cas plus que les services IP actuels — BT et MCI devaient donc tous deux satisfaire leurs clients.

#### MCI, MCI WorldCom, WorldCom contre BT, Concert
En 1997, des négociations étaient en cours pour que BT acquière MCI. L'accord a échoué et en septembre 1998, MCI a été racheté par WorldCom après qu'ils aient fait une meilleure offre pour l'entreprise. En fait, l'offre de WorldCom était presque identique à celle de BT, mais là où BT prévoyait de racheter les actions de MCI, WorldCom proposait un échange d'actions, ce qui était plus attractif pour les actionnaires. WorldCom a pris le contrôle en septembre 1998 et a dissous l'alliance BT/MCI le 15 octobre 1998.

#### Siège social du concert à Reston, Virginie
L'alliance ayant disparu, BT et MCI WorldCom ont commencé le processus de démantèlement et de séparation de leurs vastes systèmes de communication voix et données.
Concert a créé le projet Leonardo pour séparer les réseaux voix et données BT et MCI WorldCom. Au cours des cinq années suivantes, des progrès ont été réalisés ou bloqués en raison des négociations et de la renégociation par la direction de BT et de MCI des termes de leurs obligations contractuelles mutuelles conclues au cours de l'alliance. Parfois, les choses s’arrêtaient, ou les décisions prises étaient annulées, et certaines étaient à nouveau annulées ultérieurement. Certaines parties du projet consistaient à migrer les clients des réseaux X.25 vers des réseaux IP, tandis que d'autres créaient un ensemble de services en double afin que Concert et MCI puissent continuer à exécuter et à gérer séparément leurs propres parties du réseau. Les données comptables relatives à l’utilisation du réseau étaient également partagées par les deux sociétés et devaient être séparées avant que les clients puissent être facturés correctement.

#### Alliance avec ATT et déplacement du siège social à Atlant
En 2000, BT a créé une nouvelle alliance, avec AT&T, déplaçant le siège social à Atlanta, en Géorgie, ce qui n'a guère aidé les négociations entre BT et MCI WorldCom. Pour Tymnet, la partie réseau de données de la scission et le projet « CPS Leonardo », la scission n'a jamais été pleinement réalisée. Au lieu de cela, MCI WorldCom a terminé sa migration de services de Tymnet vers des services IP en mars 2003 et a déconnecté ses nœuds de supervision et sa partie du réseau le 31 mars 2003.
BT a continué à gérer le réseau en utilisant son propre superviseur et d'autres nœuds de services publics jusqu'en février 2004, date à laquelle son dernier client a pu déplacer tous ses clients vers d'autres services d'accès. BT et AT&T ont dissous leur alliance Concert le 30 septembre 2003 et les actifs restants de BT ont été combinés avec les actifs de BTNA dans BT Americas, Inc. Début mars 2004, sans cérémonie, BT Americas a déconnecté les deux derniers superviseurs Tymnet restants du réseau, le fermant ainsi effectivement.
MCI WorldCom disposait toujours d’un segment rentable de son activité basé sur la technologie EDI. Cette technologie utilise Tymnet pour interagir entre les ordinateurs Tandem utilisant une interface x.25 non standard et un modem bi-synchronisé haute vitesse utilisé par les clients EDI. Avant de fermer la partie MCI/WorldCom de Tymnet, ils ont adapté le code du nœud Tymnet Engine pour permettre les connexions internes entre l'interface x.25 et l'interface modem haut débit sans l'aide du superviseur Tymnet. Une fois cette solution testée et déployée, ils ont pu fermer le reste de la partie MCI/WorldCom de Tymnet et continuer à soutenir leurs clients EDI. Ces « îles » de Tymnet fonctionnaient encore 5 ans plus tard, en 2008.

#### Faillite de WorldCom
Les dirigeants de WorldCom ont été impliqués dans un scandale financier qui a entraîné l'éviction du PDG, Bernie Ebbers, puis son inculpation pour violation des lois fédérales. Ce scandale a fait chuter le cours de l'action à 10 cents par action et WorldCom a déposé son bilan. Elle est sortie de la faillite et a été rebaptisée MCI quelques mois plus tard[réf. nécessaire].

#### OPA de SBC en 2005
Le 31 janvier 2005, SBC Communications (SBC) lance une OPA géante sur AT&T pour plus de 16 milliards de dollar, formant AT&T Inc, nouveau nom pour se distinguer de l'AT&T Corp d'origine.

## Tymshare SUPER BASIC
SUPER BASIC était une implémentation de compilation et de démarrage d'une variante du langage de programmation BASIC pour le système informatique à temps partagé Scientific Data Systems SDS 940, commercialisé par Tymshare vers 1968.

## Ordinateurs compatibles Tymshare PDP-10
Tymshare a tenté de commercialiser une gamme d'ordinateurs développée par Foonly, sous le nom de Tymshare XX Series Computer Family, dont le Tymshare System XXVI" était le principal objectif. Le Foonly F4 a été re-commercialisé sous le nom de System 26KL (un autre nom pour le Tymshare System XXVI).